# Бістра-Мурешулуй
Бістра-Мурешулуй (рум. Bistra Mureșului) — село у повіті Муреш в Румунії. Входить до складу комуни Деда.
Село розташоване на відстані 295 км на північ від Бухареста, 53 км на північний схід від Тиргу-Муреша, 101 км на схід від Клуж-Напоки.

## Населення
За даними перепису населення 2002 року у селі проживали 1128 осіб.
Національний склад населення села:
| Національність | Кількість осіб | Відсоток |
| -------------- | -------------- | -------- |
| румуни         | 1060           | 94,0%    |
| угорці         | 52             | 4,6%     |
| цигани         | 15             | 1,3%     |

Рідною мовою назвали:
| Мова      | Кількість осіб | Відсоток |
| --------- | -------------- | -------- |
| румунська | 1069           | 94,8%    |
| угорська  | 48             | 4,3%     |
| циганська | 10             | 0,9%     |